# TAI Aksungur
Le TAI Aksungur est un drone de combat d'altitude de croisière moyenne et de longue autonomie (MALE) développé par Turkish Aerospace Industries (TAI). Développé à partir du TAI Anka, il dispose d'une capacité de charge utile étendue. Il est destiné à être utilisé pour le combat, la surveillance terrestre et maritime, et le renseignement d'origine électromagnétique. 

## Développement
Le développement du Aksungur a nécessité 18 mois, la structure, l'aile et le train d'atterrissage sont de conception nouvelle, tandis que les systèmes de contrôle sont issus du TAI Anka. Un nouveau moteur turbo-diesel est en cours de développement par Tusaş Engine Industries (TEI). À ce jour deux prototypes ont été fabriqués à des fins d'essai. Le premier vol a eu lieu le 20 mars 2019 et a duré quatre heures et vingt minutes.

## En opération
En août 2024, un drone Aksungur est abattu par un système de défense aérienne Pantsir de l'armée irakienne à Kirkouk.

## Caractéristiques techniques
L'appareil possède une envergure de 24 mètres, une longueur de 12 mètres et une hauteur de 3 mètres lorsqu'il repose sur son train d'atterrissage. Les ailes fixées au-dessus du corps ont un léger dièdre positif et finissent en Winglets. Le corps central du fuselage situé sous les ailes, abrite l'avionique, des caméras IR / HDTV / LL-NIR et des capteurs. Le carburant est stocké dans le fuselage et sous les ailes. Les ailes se terminent en empennage bipoutre composé de stabilisateurs verticaux. En vol, le train d'atterrissage tricycle se rétracte dans les nacelles moteur et le nez de l'avion.  Esthétiquement le drone a un design très similaire à l’Anka S, développé aussi par TAI.
Aksungur est propulsé par deux moteurs turbo-diesel PD-170 de 170 chevaux développé par Tusaş Engine Industries (TEI), dont la puissance peut être relevée électroniquement à 210 chevaux. Les moteurs sont équipés d'hélices tripales en configuration Push-pull. Celles-ci permettraient à l'Aksungur de voler à une vitesse de croisière de 180 à 250 km/h, et de transporter une charge utile maximale de 750 kg jusqu'à une altitude de 25 000 pieds (7 620 m), ou de monter à 40 000 pieds (12 192 m) avec une charge utile de 150 kg. Sa masse maximale au décollage est de 3 300 kg. Il est conçu pour pouvoir voler pendant 12 heures lorsqu'il transporte une charge utile de 750 kg et 40 heures en tant que drone de renseignement,.
Le contrôle à distance du drone s'effectue par un logiciel aux normes DO-178B sur une station de contrôle au sol aux normes DO-254. La liaison de données numériques est cryptée (double backed-up encrypted digital data link). Une fonction optionnelle permettant une action au-delà de la portée visuelle est disponible via un satellite de communication (BLOS / SATCOM).
TAI prévoit d'intégrer des armements typiques des McDonnell Douglas F-4 Phantom II et General Dynamics F-16 Fighting Falcon. Trois points d'emport sont situés sous chaque aile pour fixer des charges externes, telles que des munitions ou des bouées sonar.

### Armement
- Point d'emport : six points d'emport , permettant de transporter[8] :
  - Missiles :
    - TEBER -81
    - TEBER-82
    - LUMTAS
    - MAM-L
    - MAM-C
    - Roketsan CIRIT
    - HGK-3
    - KGK (82)
    - Roketsan DSH (missile anti-sous-marin)

## Utilisateurs
- Turquie  : 5

- Algérie : 6 drones ont été commandés en 2022[9].
- Angola : N/C
- Kirghizistan : 2
- Tchad : 2[10]
- Niger[11] : (Commandé)